# Biccherna
Die Biccherna war eine der wichtigsten Finanzverwaltungen der Republik Siena. Sie war vom 12. Jahrhundert bis 1786 aktiv.

## Geschichte
Die Biccherna ist die älteste und bedeutendste Finanzverwaltung von Siena, die erstmals 1168 durch die Schenkung von Asciano durch die Scialenghi-Grafen an die sienesischen Konsuln dokumentiert wurde. Mit diesem Verwaltungsorgan wurden die bestehenden kaiserlichen und bischöflichen Steuerorganisation neu organisiert. Der Name leitet sich vom Blachernen-Palast in Konstantinopel ab, in dem sich der kaiserliche Schatz befand.
Die Verwaltung der Biccherna bestand aus fünf Mitgliedern, nämlich einem Schatzmeister und vier Amtsleitern, die für die Dauer eines Semesters im Amt blieben. Der Schatzmeister war die höchste Person, die vom Concistoro ernannt wurde und bis 1350 aus den Reihen der Mitglieder verschiedener Mönchsorden ausgewählt wurde. Dies garantierte theoretisch eine Unabhängigkeit der Verwaltung von den großen Familien. Die Amtsleiter waren dagegen Laien aus den mächtigen Familien der Stadt die vom Consiglio ernannt wurden und dem Concistoro angehörten. Zur Verwaltung der Bicchberna gehörten weiters: Notare, Richter, Schreiber Archivverwalter, Boten und Wächter.
Die Biccherna war im gesamten 13. und dem größten Teil des 14. Jahrhunderts für die gesamte Finanzverwaltung der Stadt zuständig. Die Ein- und Ausgänge wurden in verschiedenen Kontobüchern erfasst und am Ende der Periode dem Consiglio zur Überprüfung übergeben. Die Aufgaben haben sich im Laufe der Zeit verändert. Sie waren zu einem späteren Zeitpunkt auch für die Verwahrung der beschlagnahmen Waffen, die Bücher über die Gefangen und Schuldner, die Listen der Notare und über jene Personen, die nicht in öffentliche Ämter gewählt werden konnten, zuständig. Die Biccherna musste auch Almosen an die Kirchen und Klöster zahlen.
Nachdem die Biccherna im 14. Jahrhundert die finanzielle Bedeutung für die Stadt verloren hatte, wurden sie mit Sonderaufgaben betraut. Nach der Erstellung des ersten allgemeinen Katasters der Stadt im Jahr 1316 musste sie den Kataster in Büchern mit dem Titel "Tavola delle possessioni" auf dem neuesten Stand zu halten. 
Nach dem Ende der Regierung der Neun (1360) wurden der Biccherna andere Aufgaben zugeteilt, einschließlich der Verwaltung aller Ausgänge. Eine weitere Neuerung war, dass der Schatzmeister unter den Laien ausgewählt wurde und ein Jahr im Amt blieb, während die Amtszeit der Amtsleiter sechs Monate betrug. Die Medici-Reform ließ zunächst den Zuständigkeitsbereich der Biccherna unverändert, reduzierte aber deren Bedeutung erheblich. Unter Großherzog Pietro Leopoldo wurde die Biccherna im Zuge einer allgemeinen Reform unterdrückt.

## Museum
Der Name des sieneser Verwaltung wurde auch für die mit religiösen und zivilen Szenen und Porträts bemalten Tafeln, mit denen die Kontobücher der Biccherna und Gabella gebunden waren, verwendet. Nach dem Ende einer Mandatsperiode wurde das Buch der Amtsperiode mit einem Holzumschlag versehen und mit Wappen und einer Szene zu bemalen, manchmal mit einem heiligen oder symbolischen Thema, oder im Zusammenhang mit einem Ereignis von besonderer Bedeutung, das während dieser Amtszeit geschah.
Jede dieser Tafeln ist datiert und reicht von 1258 bis 1682. Es ist eine Serie von außergewöhnlichem dokumentarischem Wert der Geschichte und Stadtplanung, neben dem künstlerischen Wert der bemalten Tafeln, die manchmal von den größten Sieneser Künstlern stammen.
Das Biccherna-Archiv befand sich ursprünglich in den Räumen neben der Kirche S.Pellegrino. Als der Hauptsitz nach S.Cristoforo verlegt wurde, wurden dort auch alle Unterlagen aus anderen sienesischen Ämtern gesammelt. Ende des 13. Jahrhunderts wurde der erste Versuch unternommen ein öffentliches Archiv im Rathaus einzurichten. Das gesamte Lager befand sich in einem äußerst chaotischen Zustand und erst zu Beginn des 15. Jahrhunderts wurden Inventare erstellt. Unter Napoleon I. wurden die Register nach Paris transportiert und nach einer Restaurierung nur teilweise nach Siena zurückgebracht.
Dank der Bemühungen des Abtes De Angelis wurde das gesamte 1858 vorhandene Material, zusammen mit dem Notariatsarchiv, in das neue Staatsarchiv überführt.
Die erste von 124 Tafeln ist diejenige mit dem Bild von Bruder Ugo, dem Mönch von San Galgano, und wurde von Gilio di Pietro um 1258 hergestellt. Die ältesten Gemälde sind die einzigen zuverlässigen Dokumente von Sieneser Malern vor Duccio, wie Dietisalvi di Speme und Guido di Graziano.
Das Motiv stellte den Kammerherrn zunächst in seinen Tätigkeiten dar, oft mit einem Bogen auf dem Rücken, der den Sitzungssaal darstellt, begleitet von den Wappen der vier Amtleiter und einer Inschrift mit Namen und Amtsdaten. Im 14. Jahrhundert wechselten sich auch religiöse Themen ab (Beschneidung Jesu von Luca di Tommè, 1357; Heilige Dreifaltigkeit, zugeschrieben Niccolò di Bonaccorso, 1367) oder zivile (Gute Regierung, 1344; Das Huldigungsangebot) und im 15. Jahrhundert die Darstellung zeitgenössischer Ereignisse.(Krönung von Papst Pius II. von Vecchietta, 1460; die Jungfrau schützt Siena vor den Erdbeben von Francesco di Giorgio Martini). Später wurden die Gemälde weiter ausgeführt, ohne die Funktion von Abdeckungen für Buchhaltungsunterlagen zu haben, sondern als Gemälde, die an die Wände gehängt wurden und unterschiedlichste Formen und Proportionen annahmen. Die wichtigen Ereignisse der Zeit waren auch immer Gegenstand vieler Diskussionen (Zerstörung der spanischen Festung durch die Sienesen von Giorgio di Giovanni, 1552), ebenso wie religiöse Szenen (Mystische Hochzeit der Heiligen Katharina von Alexandria und der Heiligen Katharina von Siena von Domenico Beccafumi).
Fast alle Tafeln der Biccherna werden im Staatsarchiv von Siena aufbewahrt, aber ein paar Dutzend, die oft von den Familien der Beamten geerbt wurden, die sie bemalt haben, landeten auf dem Antiquitätenmarkt und sind heute in ausländischen Museumssammlungen verstreut, insbesondere in London, in Berlin, in Chatsworth, in Budapest, in New York und in Boston.

## Zugehörige Artikel
- Schule von Siena